# Prinçay
Prinçay är en kommun i departementet Vienne i regionen Nouvelle-Aquitaine i västra Frankrike. Kommunen ligger i kantonen Monts-sur-Guesnes som tillhör arrondissementet Châtellerault. År 2022 hade Prinçay 204 invånare.

## Befolkningsutveckling
Antalet invånare i kommunen Prinçay
| Referens: INSEE |